# Sitio de Los Ángeles
Se denomina como sitio de los Ángeles al asedio sufrido por los 2500 habitantes del Pueblo de Los Ángeles por parte del ejército estadounidense comandado por Robert F. Stockton y Archibald H. Gillespie desde el 13 de agosto al 30 de septiembre de 1846.
El conflicto se desató a raíz de que las tropas de Robert F. Stockton izaron la bandera de los Estados Unidos en la ciudad y comenzaron a regirla con algunos abusos, lo que provocó que 60 hombres al mando de Andrés Pico y José María Flores enfrentaron a 50 soldados de la tropa de Stockton. Finalmente los mexicanos obtuvieron la victoria.
Este triunfo mexicano obligó al general Kearny, que se encontraba en Nuevo México, a avanzar por el Viejo Camino Español y los venciera el 9 de enero de 1847 en la batalla de La Mesa (Vernon). Ocupando la ciudad al día siguiente, tres días después se firmaría el Tratado de Cahuenga, que ponía fin a la resistencia mexicana.